# Eriococcus cynodontis
Eriococcus cynodontis är en insektsart som beskrevs av Kiritchenko 1940. Eriococcus cynodontis ingår i släktet Eriococcus och familjen filtsköldlöss. Inga underarter finns listade i Catalogue of Life.